# 7235 Хіцудзан
7235 Хіцудзан (7235 Hitsuzan) — астероїд головного поясу, відкритий 30 жовтня 1986 року.
Тіссеранів параметр щодо Юпітера — 3,611.